# Kseniya Pantelyeyeva
Kseniya Hennadiyvna Pantelyeyeva (Ukrainien : Ксенія Геннадіївна Пантелєєва, en français : Kseniya Hennadiïvna Panteliéïeva), née le 11 mai 1994 à Lviv, est une escrimeuse ukrainienne. 
Elle a remporté la médaille de bronze par équipes aux championnats du monde 2015. Elle a participé en individuel et par équipe aux Jeux olympiques d'été de 2012.

## Palmarès
- Championnats du monde d'escrime
  -  Médaille de bronze par équipes aux championnats du monde d'escrime 2015 à Moscou

## Classement en fin de saison
| Année | 2010 | 2011 | 2012 | 2013 | 2014 | 2015 |
| ----- | ---- | ---- | ---- | ---- | ---- | ---- |
| Rang  | 105  | 116  | 41   | 90   | 491  | 68   |